# Lawrencia chrysoderma
Lawrencia chrysoderma är en malvaväxtart som beskrevs av Nicholas Lander år 1985. Lawrencia chrysoderma ingår i släktet Lawrencia och familjen malvaväxter.